# Verbindingskanaal
El Canal d'Enllaç o en neerlandès Verbindingskanaal és un canal navegable que enllaça el Canal Gant-Bruges amb el Canal Gant-Terneuzen i el port anterior (Voorhaven) a Gant a Bèlgica.

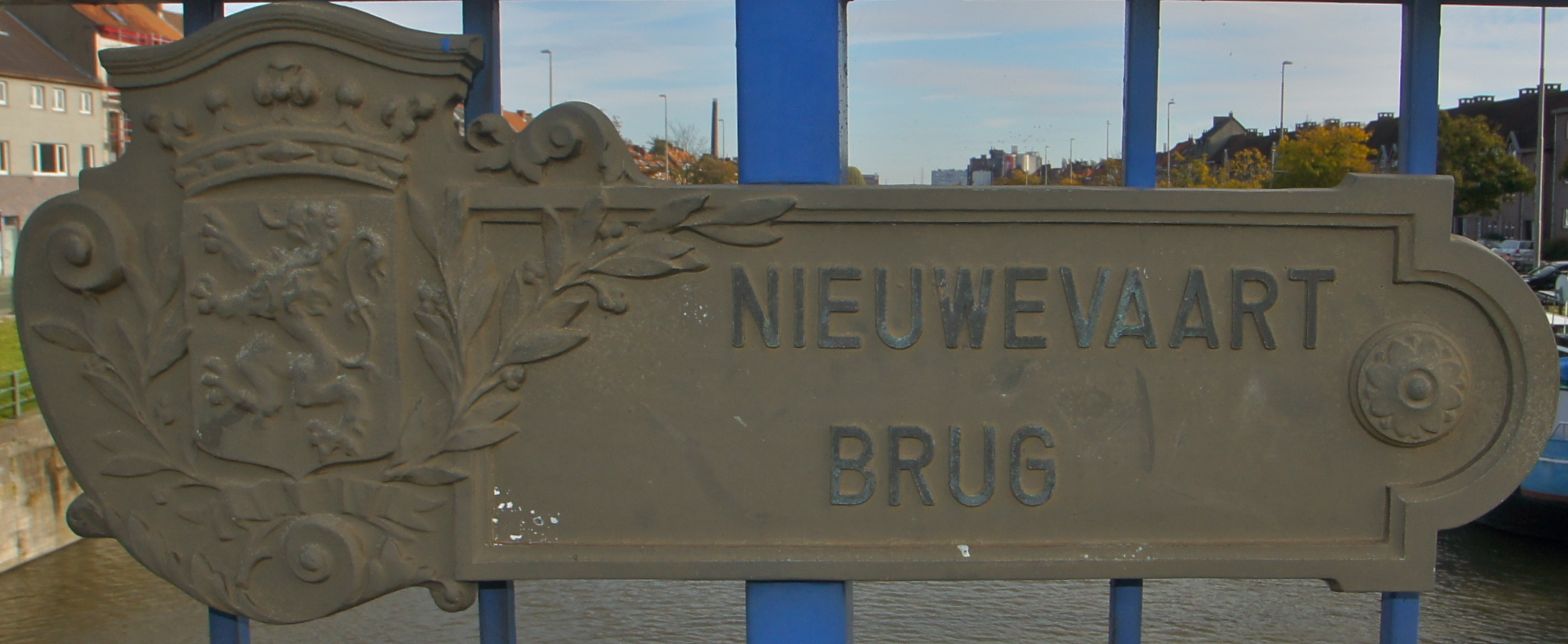
Taula amb l'antic nom Nieuwe Vaart (Canal Nou) al Pont Desmet

Té una llargada de 2,099 km i és de categoria IV. Té un calat de 2,50 m, amb una llargada màxima de 85 m i una amplada de 12 m. A la seva punta oriental acaba a la resclosa Tolhuissluis (resclosa del casal de l'aranzel), inaugurat el 1889.

## Història

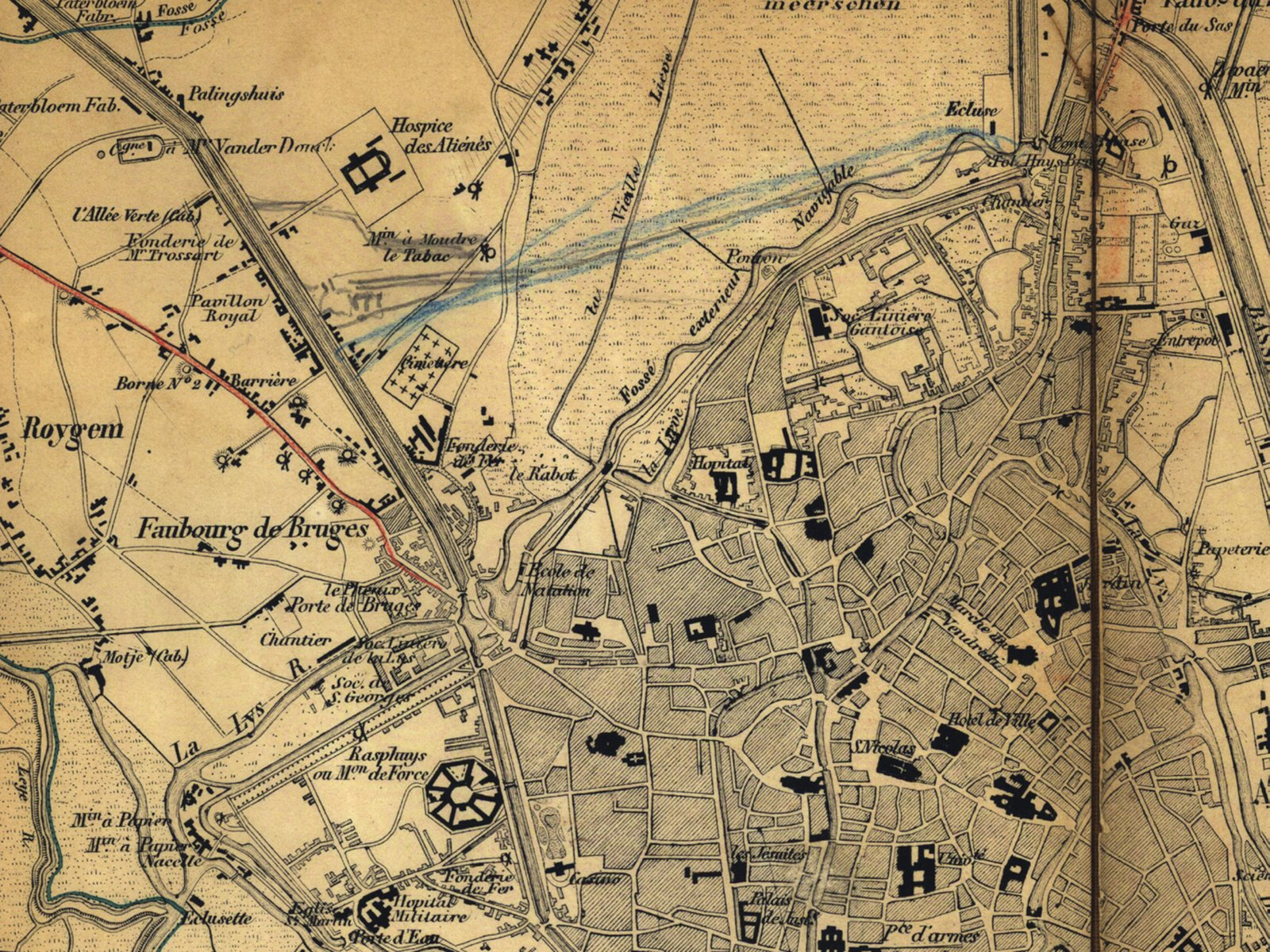
Carta Vandermaelen del 1856 amb el traçat del canal dibuixat amb llapis blau

El canal va excavar-se a l'inici dels anys 1860 al nord de les muralles de Gent, als prats humits de Wondelgem, una zona que fins aleshores va quedar força rural. Aleshores es deia Nieuwe Vaart (Canal Nou). El canal havia de contribuir a la industrialització de la zona: moltes fàbriques van establir-s'hi, de la qual la més coneguda era la Vynckier especialitzada en productes per instal·lacions elèctriques, que més tard va ser represa per General Electric. A l'entorn de les fàbriques van sorgir uns barris obrers.

## Resclosa
| Resclosa     | Resclosa | Resclosa    | Resclosa       | Resclosa  | Resclosa |
| ------------ | -------- | ----------- | -------------- | --------- | -------- |
| Localitat    | *****    | profunditat | alçària llibre | capacitat |          |
| Tolhuissluis | 85,00m   | 12 m        | 2,50m          | 5,75m     |          |

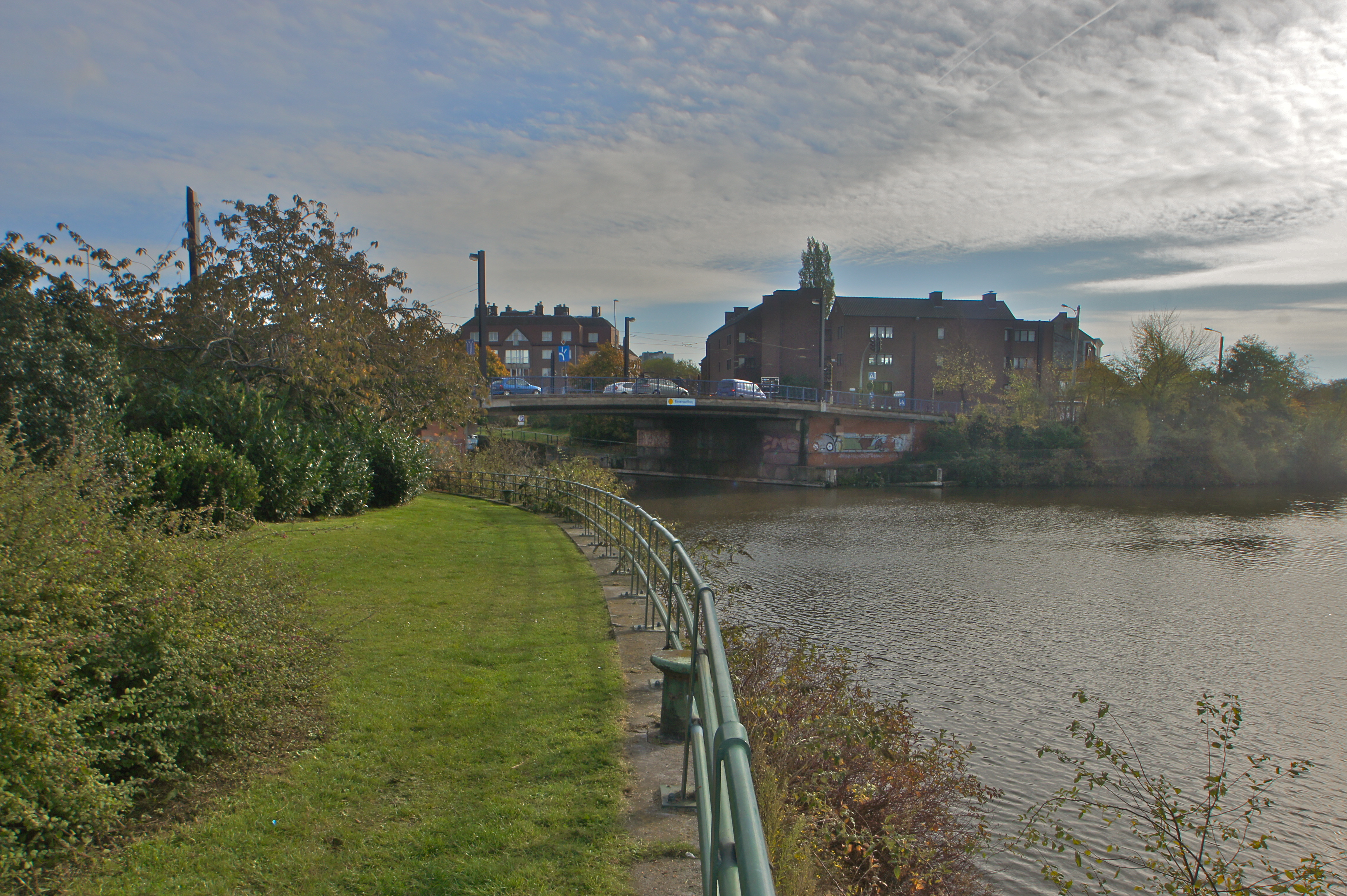
El Pont Desmet a la punta occidental del canal
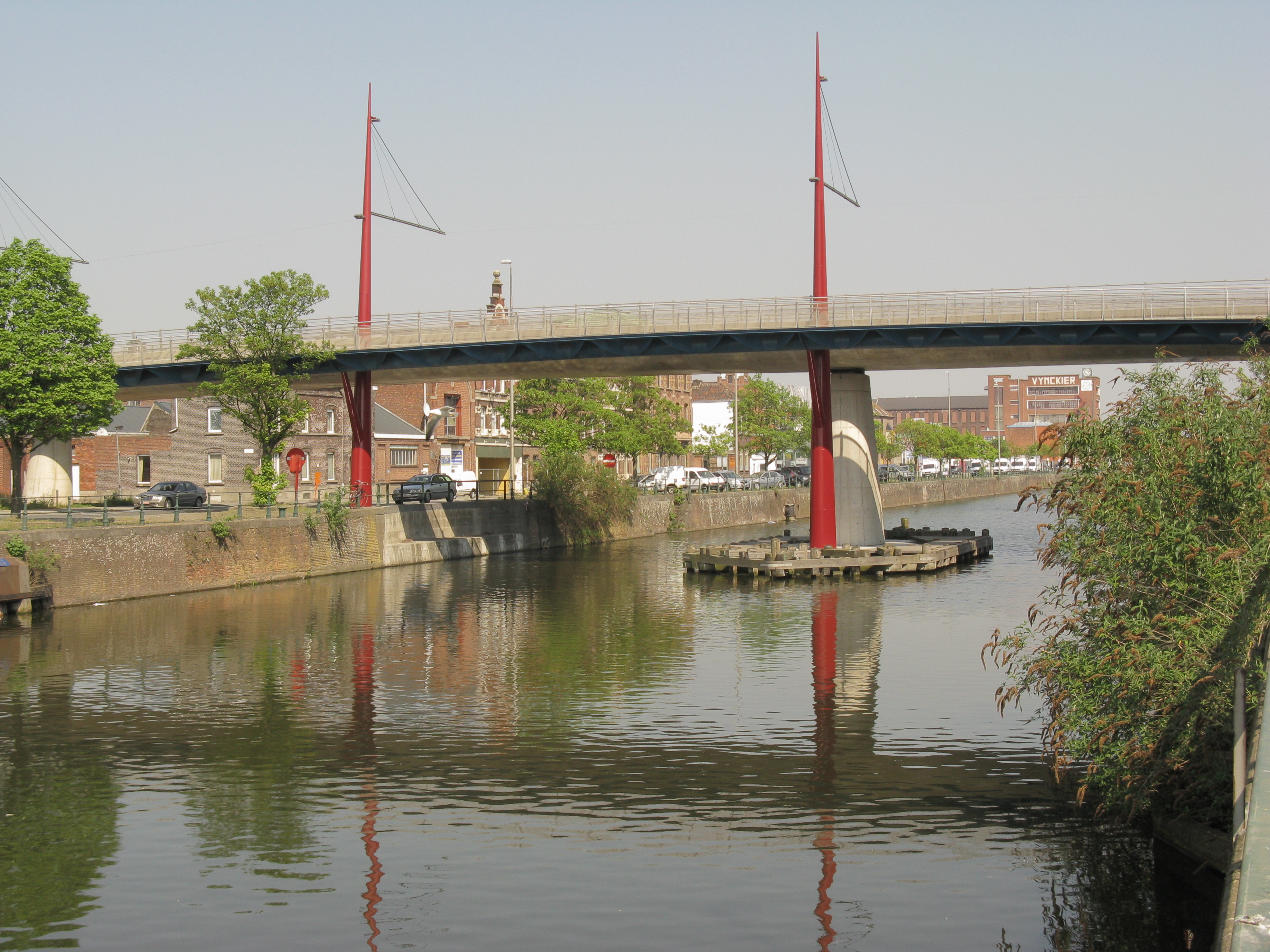
Pont nou per a circulació lenta
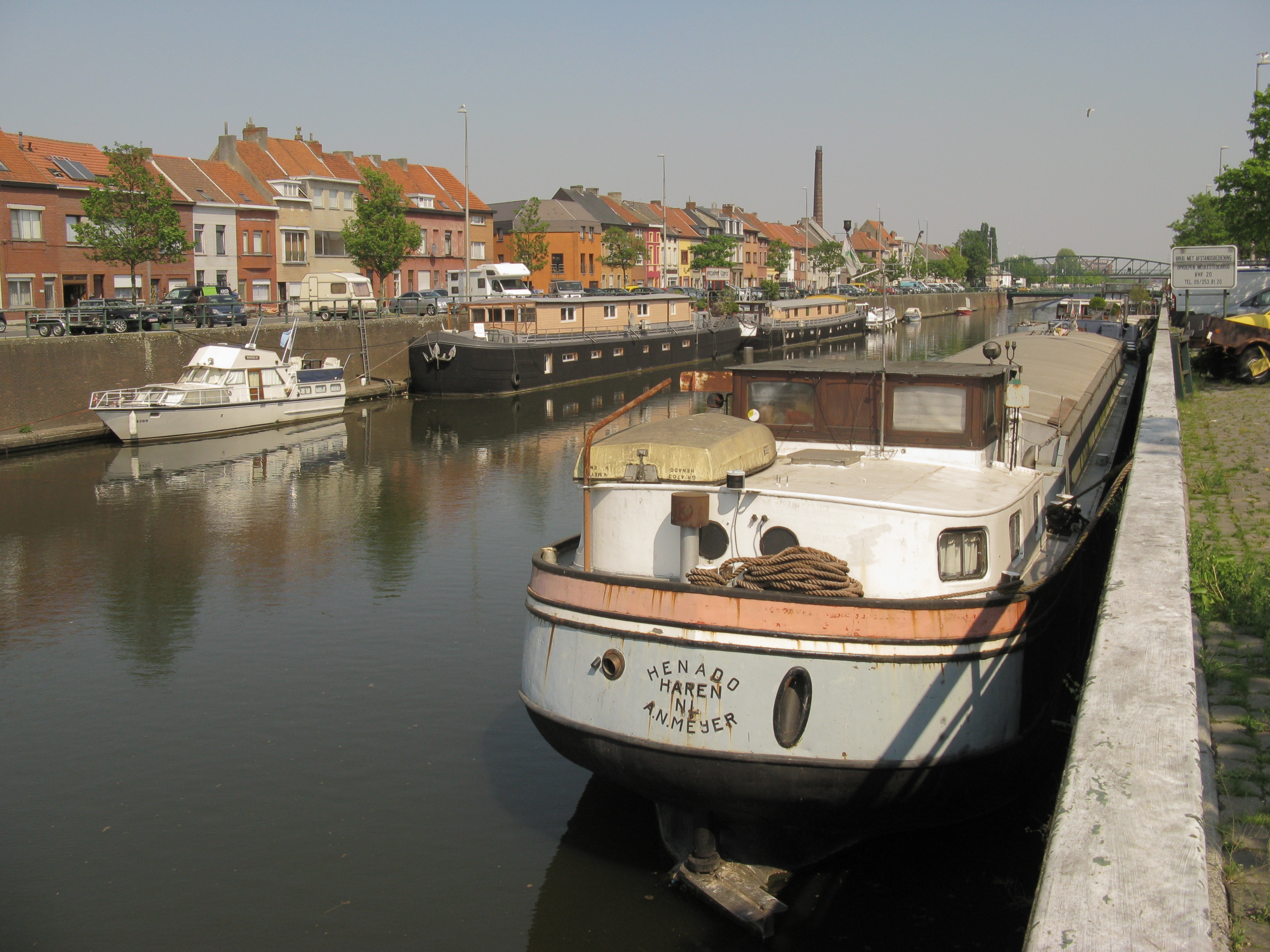
Barcasses al canal